# Barlow (Kentucky)
Barlow  è una città degli Stati Uniti, nella Contea di Ballard, nel Kentucky.

## Geografia fisica
Barlow si trova alle coordinate 37°03′07″N 89°02′41″W (37.052050, -89.044828).
Secondo lo United States Census Bureau, la città ha un'area di 1,29 km²(0,5 miglia quadrate), tutta terra ferma.

## Società

### Evoluzione demografica
Secondo il censimento del 2010, la popolazione ammonta a 675 persone, con 309 abitazioni e 182 famiglie residenti nella città. La densità di popolazione è di 520 abitanti per km² (1.350 ab/miglio quadrato). Vi sono 356 unità abitative con una densità di 275 per chilometro quadrato (712 per miglio quadrato). La composizione razziale della popolazione è la seguente: 91,9% bianchi, 4% afroamericani, 0,1% asiatici, 0,4% altre razze e 3,6% due o più razze. Gli ispanici o latinos di qualsiasi razza costituiscono l'1,3% della popolazione della città.